# Награда „Стеван Пешић”
Награда „Стеван Пешић” је књижевна награда коју додељују Градска библиотека у Новом Саду и Савет Месне заједнице Ковиљ. Награда се додељује од 1995. године, у знак сећања на Стевана Пешића, песника, приповедача, есејисту, путописца и драмског писца, у оквиру Меморијала „Стеван Пешић”.

## Историјат
Меморијал „Стеван Пешић” установљен је 1995. на предлог АКУД „Лаза Костић” из Ковиља, а Градска библиотека у Новом Саду придружила се 2001.
Награда се додељује најбољем новообјављеном књижевном делу на српском језику у жанровима и духу које је заступао овај писац.
У конкуренцију за Награду улази и укупан опус писца са образложењем за целокупан допринос, с тим да је објавио и нови наслов од претходне доделе Награде.
Награда се додељује за објављена дела између два Меморијала и састоји се од повеље и новчаног износа.
Уручење Награде организује се (21.) децембра, по правилу, у Библиотечком огранку „Лаза Костић”, Градске библиотеке у Новом Саду.
Актуелни жири ради у саставу: Владимир Гвозден (председник), Зденка Валент Белић и Фрања Петриновић (чланови).

## Добитници[2]

### Од 1995. до 2000.
- 1995 — Бранко Маширевић, за књигу есеја Нови Монаси, Центар за геопоетику, Београд 1993; и 
  - Зоран Богнар, за збирку поезије Анонимна бесмртност, Рад, Београд 1994.
- 1996 — Владислав Бајац, за књигу приповедака Подметачи за снове: геопоетичке басне, Центар за геопоетику, Београд 1995.
- 1997 — Драган Јовановић Данилов, за збирку поезије Пантокр(е)атор, Просвета – Нолит, Београд 1997; и 
  - Радивој Станивук, за збирку поезије Ритмови мегалополиса, Просвета, Београд 1997.
- 1998 — Радивој Шајтинац, за роман Чеховија, Просвета, Београд 1996.
- 1999 — Марица Јосимчевић, за књигу приповедака Пут коже, Српска књижевна задруга, Београд 1998.
- 2000 — Јовица Аћин, за књигу приповедака Неземаљске појаве, Народна књига – Алфа, Београд 1999.

### Од 2001. до 2010.
- 2001 — Јован Зивлак, за досадашњи рад.
- 2002 — Милорад Беланчић, за досадашњи рад.
- 2003 — Владимир Копицл, за збирку поезије Клисурине, Народна књига – Алфа, Београд 2002.
- 2004 — Зоран Мандић, за књигу есеје Мали наслови: бестидне беседе, Интелекта, Ваљево 2003.
- 2005 — Игор Маројевић, за роман Жега, Стубови културе, Београд 2004.
- 2006 — Раша Попов, за песничко стваралаштво.
- 2007 — Данило Николић, за целокупно књижевно дело.
- 2008 — Перо Зубац, за целокупно књижевно дело и за роман Краљевић и песник, Bookland, Београд 2007.[3]
- 2009 — Ђорђе Писарев, за роман А ако умре пре него што се пробуди, Агора, Зрењанин 2009.[4]
- 2010 — Фрања Петриновић, за збирку прича Траума: стечајне легенде, Адреса, Нови Сад 2009.[5]

### Од 2011. до 2020.
- 2011 — Милета Продановић, за роман Ultramarin: encore, Стубови културе, Београд 2010.
- 2012 — Милош Латиновић, за књигу поезије Звезде и острва, Геопоетика издаваштво, Београд 2012.[6]
- 2013 — Драган Проле, за теоријску књигу Унутрашње иностранство, ИК Зорана Стојановића, Сремски Карловци 2013.
- 2014 — Душко Новаковић, за књигу поезије Овуда је прошао Башо, Трећи Трг, Београд 2014.
- 2015 — Марија Шимоковић, за књигу поезије Дневник раздаљине, Медијска књижара Круг, Београд 2014.
- 2016 — Мирослав Цера Михајловић, за књигу поезије Поглед са коца, Каирос, Сремски Карловци 2016.[7]
- 2017 — Никола Вујчић, за књигу поезије Скривености, Културни центар Новог Сада, Нови Сад 2017.[8],
- 2018 — Александар Гаталица, за роман Последњи аргонаут, Службени гласник, Београд, 2018.[9]
- 2019 — Селимир Радуловић, за књигу поезије Дванаест, Завод за уџбенике, Београд 2018.[10]
- 2020 — Иван Негришорац, за књигу поезије Огледала Ока Недремана, Лагуна, Београд 2019.[11]

### Од 2021. до 2030.
- 2021 — Сава Дамјанов, за књигу Историја као апокриф, Агора, Зрењанин – Нови Сад 2021.[12]
- 2022 — Јулиа Капорњаи, за књигу песама Панацеја, Књижевна општина Вршац, Вршац 2021.[13]
- 2023 — Ненад Шапоња, за књигу песама Психологија гравитације, Прометеј, Нови Сад 2023.[14]
- 2024 — Предраг Ђурић, за роман Пет дебелих песника, Раштан издаваштво, Београд 2024.

Види још
- Стеван Пешић
- Градска библиотека у Новом Саду